# Pere (cònsol 516)
Pere (en llatí: Petrus; fl. 506–516) va ser un polític romà durant el regnat de Teodoric el Gran. Va ocupar el consolat sense col·lega el 516.
Segons Cassiodor, Pere era d'una família noble distingida (parentum luce conspicuus). Ennodi li va escriure una carta de felicitació l'any 506 per haver rebut un càrrec, probablement de rang inferior al de vir inlustris. El 510 o 511, Teodoric va demanar al praefectus urbi Argolic que nomenés Pere al Senat.
El 516, Pere va obtenir el consolat romà a Occident sine collega (sense col·lega), després del qual no se'n sap res d'ell.